# 越女剣
『越女剣』（えつじょけん）は、金庸の武俠小説。宋代から清代を舞台にする小説を多数書く金庸にしては珍しく、物語の舞台は春秋戦国時代である。また、金庸の作品の中で最も短い作品でもある。

## 概要
『明報晩報』において、1970年の創刊時から連載を開始した。同じ金庸作の『鹿鼎記』は、本作の開始時期にも連載が続けられている。日本語版は、同名の中編集『越女剣』に収録されている。
本作では、阿青を除く主要人物（范蠡など）は、ほとんど実在の人物で、物語も史実に比較的に忠実である。

## あらすじ
時は春秋戦国時代、呉と越の戦い（臥薪嘗胆）をテーマとしている。呉王夫差に敗戦した越は、虎視眈々と復讐を狙っていた。文種の策により呉の国力の弱体化になかば成功しつつあったが、呉国の剣士は越国のそれよりはるかに優れている。そこで、越の剣術を強くするために范蠡が取った秘策とは?

## 登場人物
- 范蠡（はんれい）
越の大夫。有能な政治家であるが、その行動が人の意表をつくものであるため理解されにくく、「うつけの范蠡」と呼ばれていた。越の剣術を発展させるため、意外な手に出る。
- 阿青（あせい）
羊飼いの少女。学問はないが、その剣術は神技。范蠡に愛情を抱いている。
- 西施（せいし）
傾国の美女。范蠡と相愛の関係にあったが、呉王夫差を骨抜きにするため呉の後宮にいる。本作では、「顰（ひそみ）に倣（ならう）う」の故事の由来について、意外な説明がなされている。
- 勾践（こうせん）
越の王。会稽の恥を雪ぐため、呉を倒すことを切望している。
- 文種（ぶんしょう）
勾践に「滅呉九術」を献策した。范蠡のよき理解者であり、范蠡のとる奇矯な行動を、「凡人には異才の考えは理解できないものだ」と評価している。

## 書誌情報
- 『傑作武俠中篇集 越女剣』岡崎由美 監修、林久之、伊藤未央 訳
徳間書店、2001年、p279～p325。徳間文庫、2011年

## 映像化作品
テレビドラマ
- 『越女剣』 1986年 亜州電視 香港 … ムーン・リー（阿青）、岳華（范蠡）※日本未公開